# Saint-Tropez
Saint-Tropez je město a oblíbené letovisko v départementu Var, regionu PACA (Provence-Alpes-Cote d'Azur) na jihu Francie v oblasti Francouzské riviéry, 44 km jihozápadně od Cannes. Město leží na stejnojmenném poloostrově a u stejnojmenného zálivu v blízkosti dalších letovisek Port Grimaud a  Sainte-Maxime. Ze západu a severu je omýváno Středozemním mořem, z východu a jihu pak hraničí s historickými obcemi Gassin a Ramatuelle. Ve městě žije přibližně 3 600 stálých obyvatel. V letním období však v městečku pobývá až 30 000 lidí a ročně zde zavítá odhadem 5 milionů návštěvníků z Francie i celého světa.
Do počátku 20. století bylo malou rybářskou osadou s vojenskou pevností. Významný přístav přitahoval do města obchod s různými surovinami. Po 2. světové válce sem přijížděli francouzští umělci a následně se město stalo vyhledávaným přímořským turistickým letoviskem. Jde o mimořádně prominentní přístav přitahující movité návštvníky a majitele jachet z celého světa díky příznivému klimatu a široké nabídce luxusních obchodů a restaurací. Zároveň hraje důležitou roli ve francouzské kinematografii. Nedaleko od Saint-Tropez se nachází množství slavných písečných pláží, jako například Pampelonne. 

## Historie
Název města se odvozuje od svatého Torpese, lat. Torpetius, ital. San Torpete, San Torpè apod., fr. metatezí Saint Tropes > Tropez. Ten byl podle legendy z 9. století přiveden ke křesťanství sv. Pavlem a kvůli víře sťat na příkaz císaře Nerona v roce 65 v Pise. Mrtvé tělo bylo vloženo do chatrné loďky se psem a kohoutem, která se po Arnu a přes moře dostala na místo dnešního Saint Tropez, tehdejší Heracley. Legenda odráží potřebu pokřesťanštit pohanský název odkazující k bohu Herkulovi a zřejmě též jemu zasvěcené svatyni. Jméno Héraclée měla obec opět v době francouzské revoluce v letech 1793–1801.
Saint-Tropez byla rybářská vesnice, kterou si oblíbily různé osobnosti kulturního světa. Již na konci 19. století svůj zdejší ozdravný pobyt na lodi popsal spisovatel Guy de Maupassant a malíř Paul Signac si zde koupil dům a zřídil ateliér, který navštěvovali další malíři. Ve dvacátých letech zde např. pobývala spisovatelka a herečka Colette, ve třicátých letech se starostou stal ředitel pařížských divadel Léon Volterra.
Na konci 2. světové války bylo město osvobozeno 15. srpna 1944 v rámci operace Dragoon. V padesátých letech zde bylo vybudováno přímořské letovisko, jehož mezinárodní popularitu odstartoval film A Bůh stvořil ženu z roku 1956. Město si pak oblíbili filmaři, muzikanti yé-yé i bohatá mezinárodní jet set elita.

## Přírodní podmínky
Saint-Tropez se rozkládá na malém poloostrově omývaném Středozemním mořem, s malebnou zátokou a písečnými plážemi na jihu a chráněným přístavem na severu. Podnebí je středomořské – horká, suchá léta a mírné, vlhké zimy. Okolní krajinu tvoří kopcovité masivy masivu des Maures porostlé borovicemi, korkovými duby a středomořskou vegetací (olivovníky, oleandry), které chrání město před silnými větry a vytvářejí ideální podmínky pro vinice, které jsou v okolí letoviska běžné.

## Charakteristika města
Srdcem Sant-Tropez je rušný Starý přístav (Vieux Port), kde kotví množství luxusních jachet. Jezdí sem ale i pravidelné lodě, například přívoz přes záliv ze Sainte-Maxime. Nachází se zde mnoho prvotřídních restaurací a kaváren (např. Café Sénéquier), které servírují především středomořskou či provensálskou kuchyni. Kamenná hráz se zbytky opevnění, na jejímž konci leží maják, nabízí panoramatické výhledy na celý záliv.
Zbytek starého městečka je charakterizován křivolakými uličkami, které jsou lemovány pastelově zbarvenými domy. V nich sídlí mnoho restaurací s venkovním posezením, luxusních butiků či obchodů se suvenýry. Návštěvník zde rovněž může nalézt kostel Notre-Dame-de-l'Assomption de Saint-Tropez s ikonickou barevnou věží. Náměstí Place des Lices je lemováno platany a v jeho středu se hrává pétanque. Nedaleká četnická stanice Gendarmerie Nationale známá z filmů o četnících je přeměněna na muzeum četnictva a francouzského filmu.
Nad Saint-Tropez se vypíná citadela ze 17. století s výhledy na staré město i okolní krajinu. Na hřbitově pod ní je pochován režisér Roger Vadim, jenž se významně zasloužil o popularizaci Saint-Tropez. V okolí citadely se nachází několik menších pláží.

### Místní speciality
Přestože se v Saint-Tropez nejvíce servíruje tradiční středomořská či popřípadě provensálská kuchyně, toto slavné letovisko se pyšní i vlastními specialitami. Pravděpodobně nejslavnější je krémový zákusek tarte tropézienne, který zde roku 1955 upekl polský cukrář Alexandre Micka. V Saint-Tropez a okolních obcích se nachází mnoho originálních pekáren, které tento zákusek servírují. Dalším unikátem je alkoholický nápoj Ice Tropez, vyráběný od roku 2005 v místním vinařství Domaine Tropez, který se skládá z kvalitního vína ochuceného přírodními aromaty broskví, nektarinek a květin.

## Film

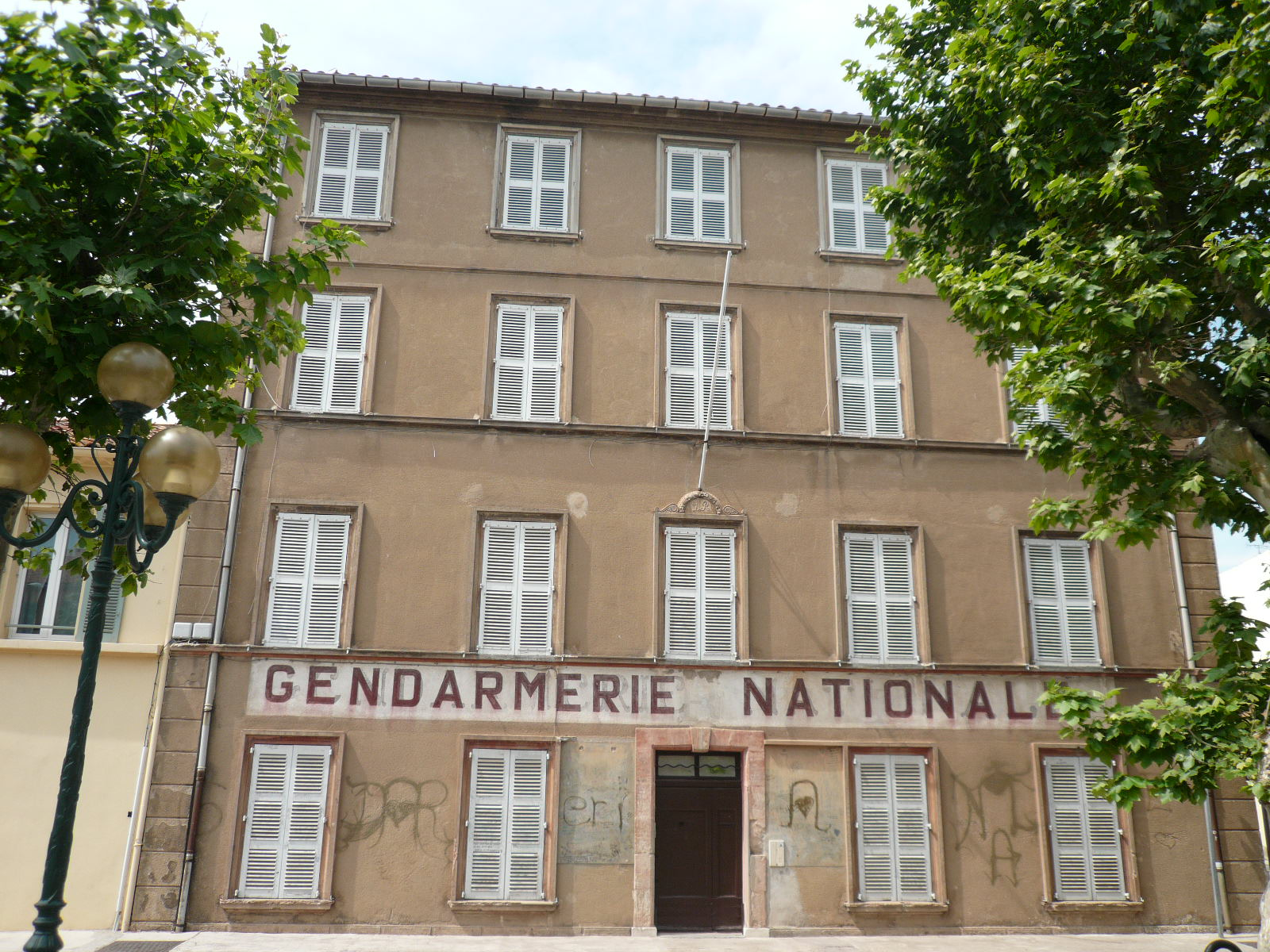
Bývalá četnická stanice

Filmovou slávu Saint Tropez zahájil v roce 1956 režisér Roger Vadim svým filmem A bůh stvořil ženu, který zároveň mezinárodně proslavil herečku hlavní role Brigitte Bardotovou, jež se v Saint-Tropez natrvalo usadila. V letech 1964–1982 zde byla natočena série filmů o četnících s Louisem de Funèsem v hlavní roli: Četník ze Saint-Tropez, Četník v New Yorku, Četník se žení, Četník ve výslužbě, Četník a mimozemšťané a Četník a četnice. Točily se zde i další filmy, např. Rohmerova Sběratelka (1967), Bazén (1969) nebo L'Année des méduses (1984).
Četnická stanice byla skutečnou funkční stanicí francouzského četnictva až do roku 2003, jen používaný vchod byl z jiné strany, než ten filmový. Nyní se v budově nachází Muzeum četnictva a filmů ze Saint Tropez, na náměstí před ním se nachází socha Brigitte Bardotové. Ta zde žije v ústraní ve své usedlosti na pomezí Saint Tropez a Ramatuelle nedaleko pláže Pampelonne.
Od roku 1999 se zde koná festival australských a novozélandských filmů Festival des Antipodes („Festival protinožců“).

## Osobnosti
- Marie Bonaparte (1882–1962), spisovatelka a psychoanalytička
- Louis Durey (1888–1979), skladatel
- Jean-Pierre Aumont (1911–2001), herec
- Gérard Oury (1919–2006), režisér, scenárista a herec
- Ronald David Laing (1927–1989), skotský psychiatr
- Brigitte Bardotová (* 1934), herečka, zpěvačka a bojovnice za práva zvířat
- Emmanuelle Béart (* 1963), herečka

Mezi pravidelné návštěvníky Saint-Tropez také patřili Pablo Picasso, Romy Schneider, Ivana Trumpová či Françoise Sagan. Návštěvník zde v současné době může narazit například na Micka Jaggera, Eltona Johna, Bona, Leonarda DiCapria, Naomi Campbell, Katy Perry, Davida a Victorii Beckhamovy, George Russella a mnoho dalších celebrit.

## Galerie

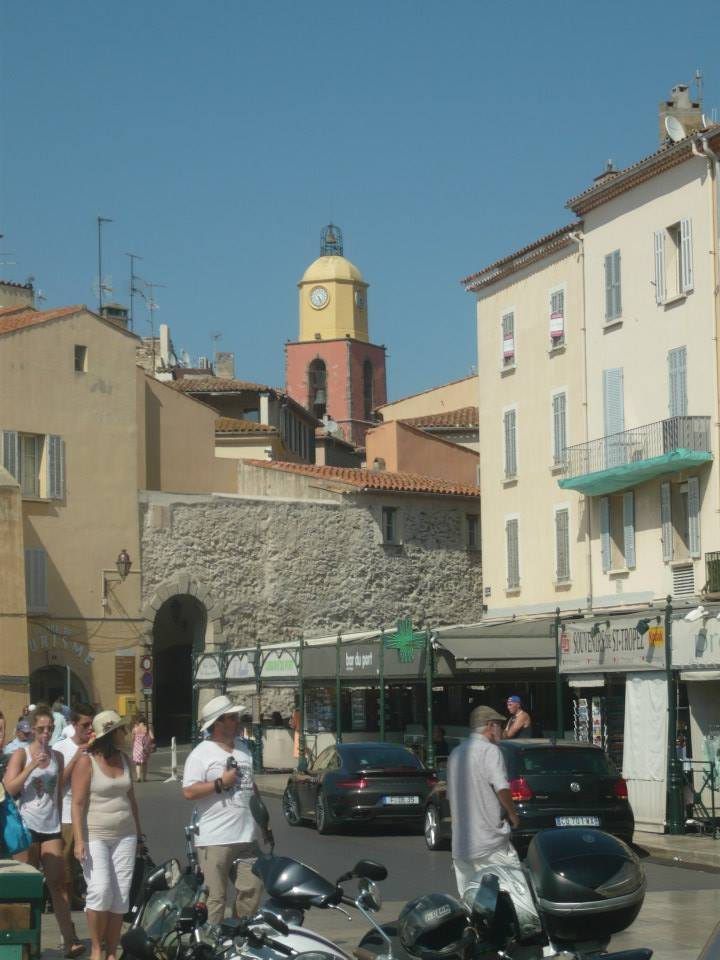
Kostel
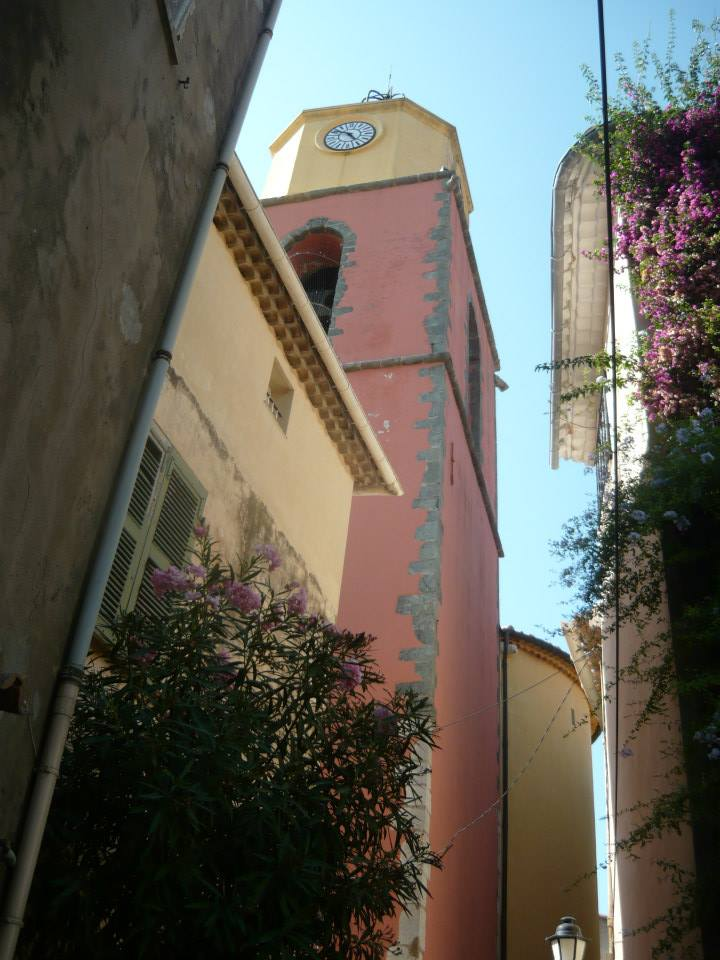
Kostel
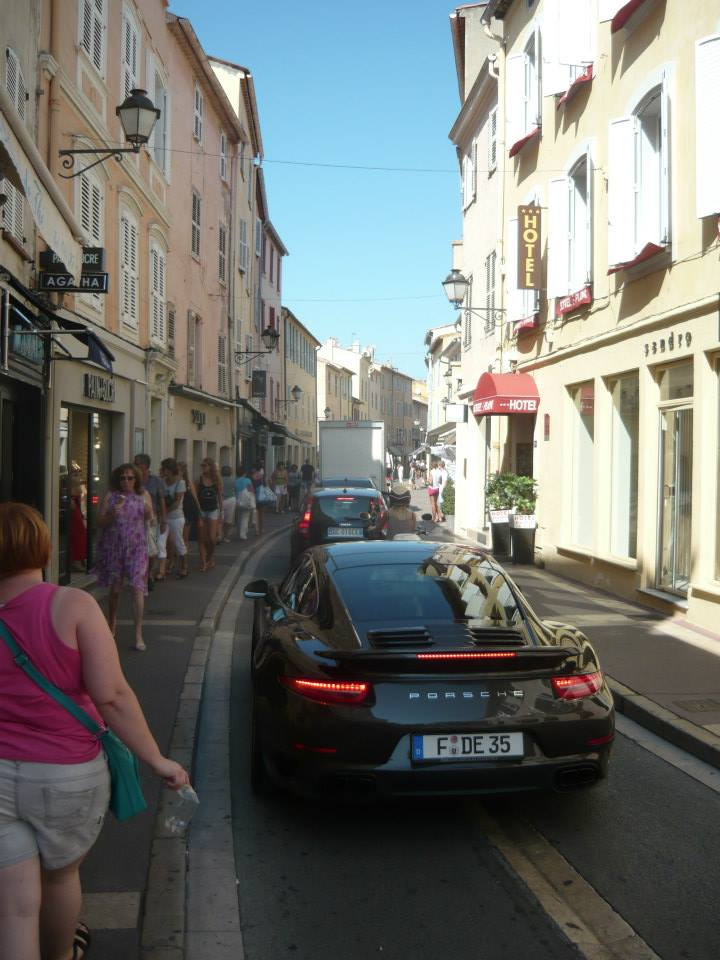
Rue Général Allard
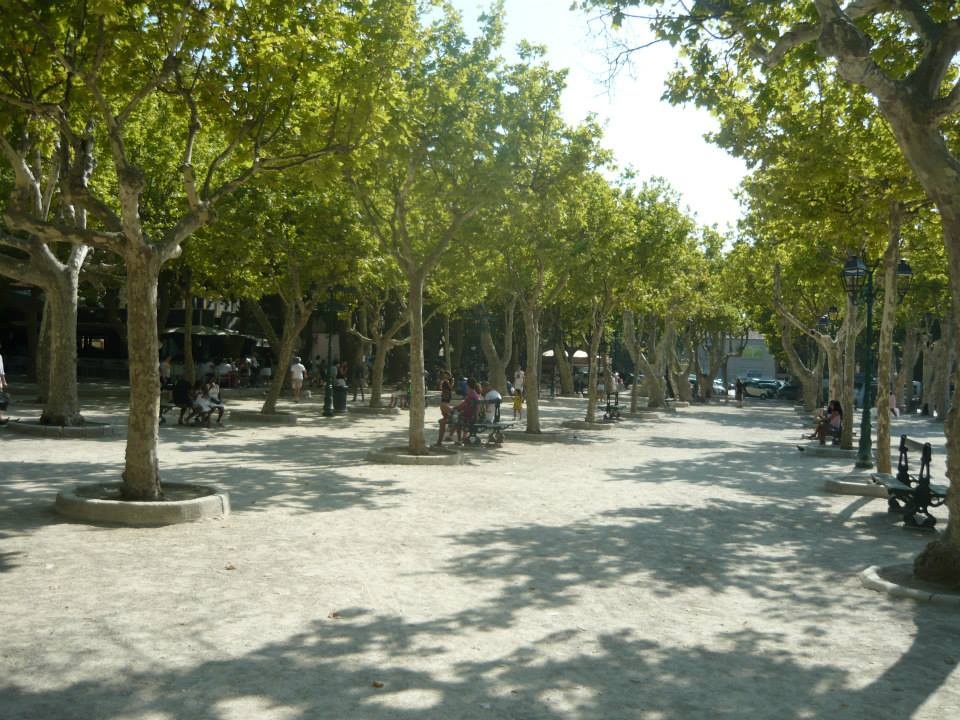
Náměstí
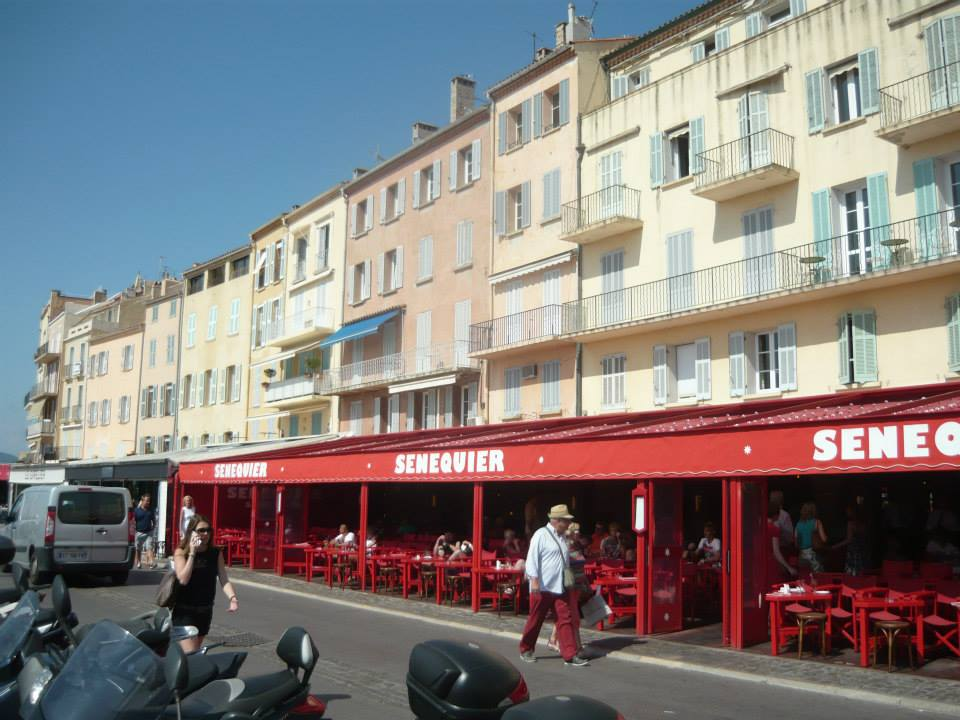
Promenáda
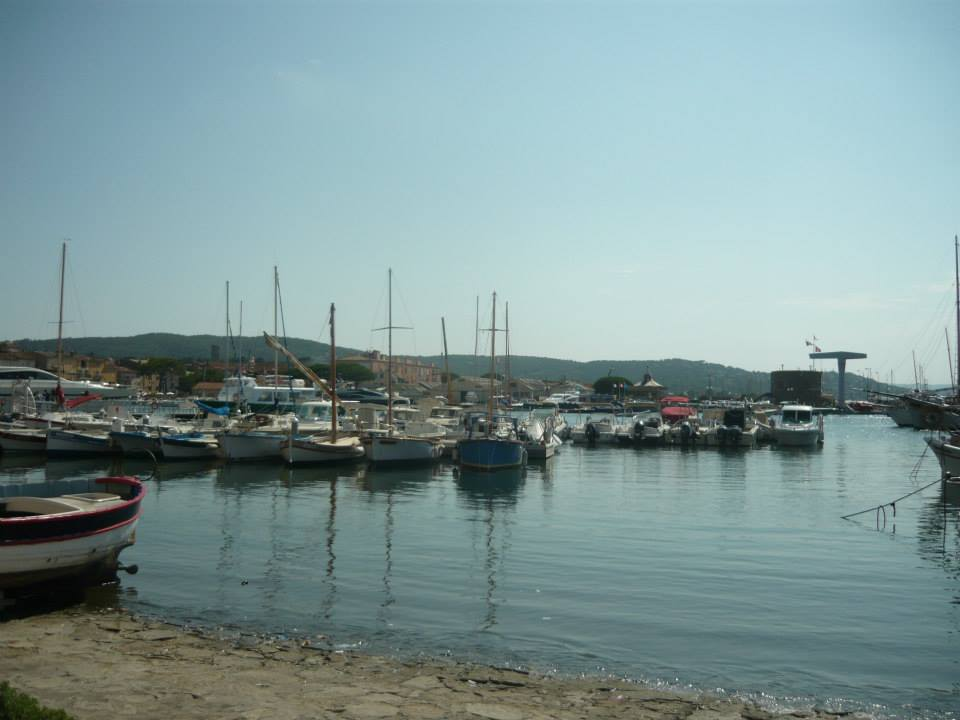
Přístav
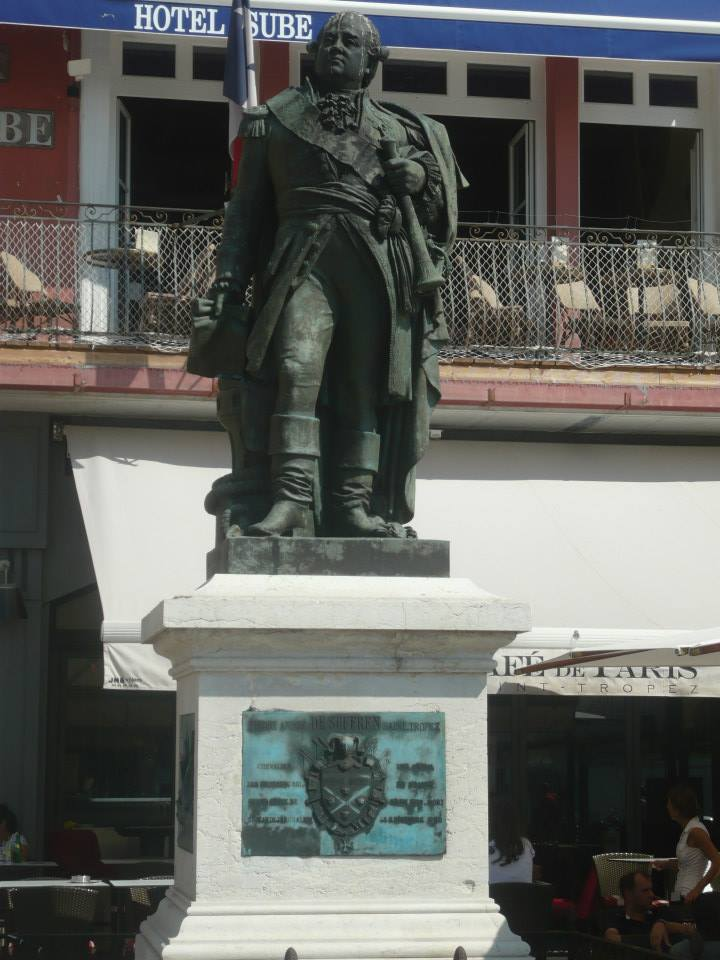
Socha admirála Suffrena
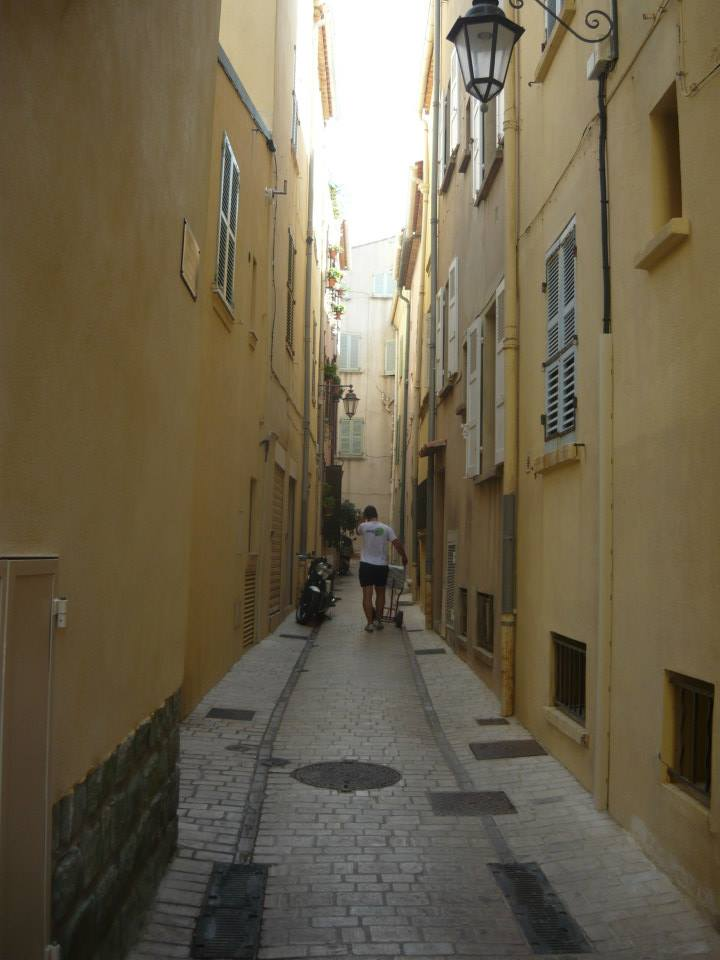
typická ulička v St.Tropez
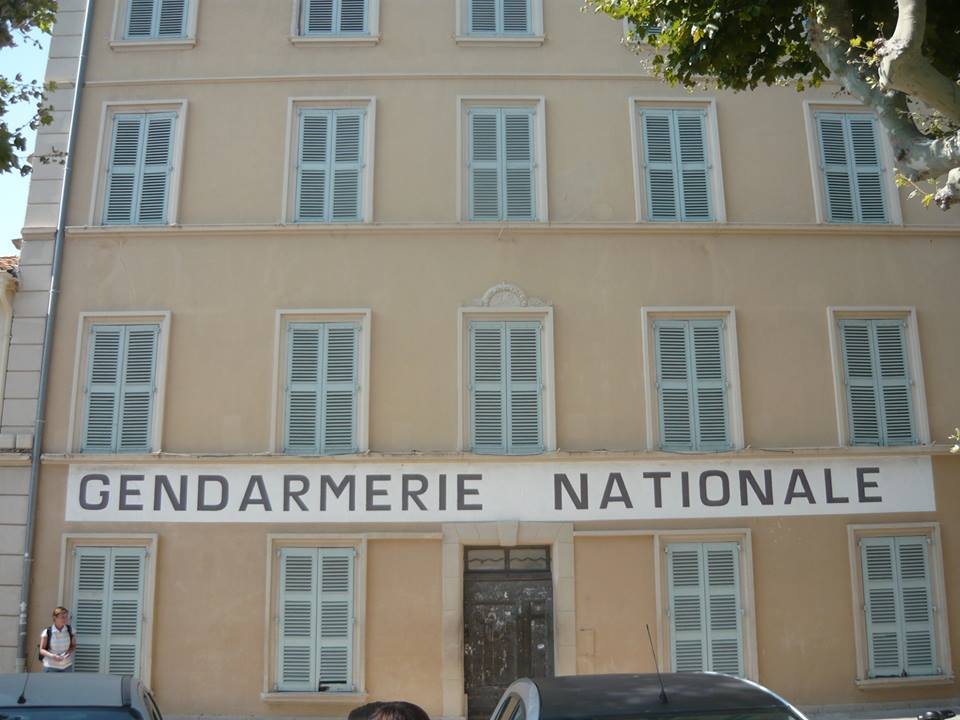
četnická stanice